# Корибіг
Корибі́г (Calamospiza melanocorys) — вид горобцеподібних птахів родини Passerellidae. Мешкає в Північній Америці. Це єдиний представник монотипового роду Корибіг (Calamospiza). Є офіційним символом штату Колорадо.

## Опис
Довжина птаха становить 14-18 см, розмах крил 25-28 см, вага 35,3–41,3 г. Виду притаманний статевий диморфізм. Під час сезону розмноження забарвлення самців майже повністю чорне, за винятком великих білих дзеркалець на крилах і малопомітної білої плями на нижніх покривних перах хвоста. Самці під час негніздового періоду, самиці і молоді птахи мають непримітне, сіро-коричневе забарвлення, поцятковане білими смужками. Нижня частина тіла у них білувата, поцяткована коричневими смужками. Дзьоб короткий, міцний, сизувато-сірий. Райдужки чорні. Лапи рожеві.

### Спів
Самці корибігів співають, сівши на високому місці або в польоті, подібно до жайворонків. Спів — складний щебет, в якому поперемінно змінються посвисти і дзвінке тріскотіння. Самці корибігів демонструють два типи пісні. Ранньою весною, коли самці починають прилітати до місць гніздування, їх спів є більш агресивний, з різкими нотами і довшими паузами. Коли до місць гніздування прилітають самиці і починають створювати пари, спів стає м'якшим і швидшим.

## Поширення і екологія
Корибіги гніздяться у преріях на Великих рівнинах, від півдня центральної Канади до півдня центральних США. Взимку вони мігрують в Техас, Аризону та на високогірні плато північної Мексики, де вони зимують на пасовищах та на сільськогосподарських угіддях.

## Поведінка
Корибіги живляться переважно насінням взимку і безхребетними влітку, доповнюють свій раціон плодами. Шукають їжу на землі. Вони є переважно моногамними, однак у деяких самців може бути декілька партнерів. Пари гніздяться недалеко одна від одної, у вигляді розріджених колоній. Самка вибирає місце для розташування гнізда, зазвичай під невеликим чагарником або кактусом, після чого пара птахів починає разом його будувати. Гніздо чашоподібне, зроблене з трави, корінців, листя і стебел. В кладці від 2 до 5 блакитнуватих яєць, розміром 2-2,5×1,5-1,8 см. Інкубаційний період триває 10-12 днів. Пташенята покидають гніздо через 7-9 днів після вилуплення.

## Збереження
МСОП класифікує цей вид як такий, що не потребує особливих заходів зі збереження. За оцінками дослідників, популяція корибігів становить близько 10 мільйонів птахів. Вона значно скоротилася, починаючи з 1960-х років. З 1970 по 2014 рік популяція скоротилася на 86%. Корибігам може загрожувати знищення природного середовища і масове використання пестицидів.